# Hernanes
Anderson Hernandes de Carvalho Viana Lima (n. 29 mai 1985, Aliança, Pernambuco, Brazilia), cunoscut ca Hernanes (pronunție în portugheză braziliană [eʁˈnɐ̃niʃ]), este un fost fotbalist brazilian care a evoluat pe postul de mijlocaș central sau ofensiv.
Hernanes și-a început cariera la São Paulo, unde a câștigat Campeonato Brasileiro Série A în 2007 și 2008. În august 2010, s-a alăturat echipei italiene Lazio, pe care a ajutat-o să câștige Cupa Italiei în 2013. S-a transferat la Internazionale în ianuarie 2014 pentru €20 de milioane, apoi s-a mutat la Juventus în 2015, unde a câștigat dubla națională în primul său sezon cu clubul. S-a mutat la Hebei China Fortune în 2017, înainte de a se întoarce la São Paulo.
Hernanes a câștigat 27 de selecții pentru naționala Braziliei din 2008, marcând două goluri. A câștigat o medalie de bronz la Jocurile Olimpice din acel an și a făcut, de asemenea, parte din echipele de seniori care au câștigat Cupa Confederațiilor FIFA 2013 și a ajuns pe locul patru la Cupa Mondială FIFA 2014. El este supranumit „Il Profeta” („Profetul”) în Italia.

## Titluri
São Paulo
- Campionatul Braziliei: 2007, 2008

Lazio
- Coppa Italia: 2012–13

Brazil
- Cupa Confederațiilor FIFA: 2013
- Jocurile Olimpice din 2008: Bronz

Individual
- Mingea de Argint: 2

2007, 2008
- Fotbalistul brazilian al anului: 1

2008

## Legături externe
- Hernanes pe site-ul National-Football-Teams.com